# Ease Down the Road
Ease Down the Road is het zevende album van Will Oldham. Het is het tweede album dat hij onder de naam Bonnie 'Prince' Billy uitbracht. Het album kwam in 2001 uit bij Palace Records, een sub-label van Drag City en Domino Records. 

## Nummers
Alle muziek en teksten zijn geschreven door Will Oldham tenzij anders aangegeven. 
| Nr. | Titel                                                        | Duur |
| --- | ------------------------------------------------------------ | ---- |
| 1.  | May It Always Be                                             | 4:04 |
| 2.  | Careless Love (W. C. Handy, Martha Koenig, Spencer Williams) | 2:06 |
| 3.  | A King at Night                                              | 4:29 |
| 4.  | Just to See My Holly Home                                    | 3:40 |
| 5.  | At Break of Day                                              | 4:16 |
| 6.  | Ease Down the Road                                           | 3:06 |
| 7.  | The Lion Lair                                                | 6:01 |
| 8.  | Mrs William                                                  | 3:03 |
| 9.  | Sheep                                                        | 2:54 |
| 10. | Grand Dark Feeling of Emptiness                              | 3:23 |
| 11. | Rich Wife Full of Happiness                                  | 3:07 |

## Bezetting
- Will Oldham
- Todd Brashear
- Matt Everett
- Mike Fellows
- Paul Greenlaw
- Catherine Irwin
- Harmony Korine
- Ned Oldham
- David Pajo
- Bryan Rich
- Matt Sweeney
- Jon Theodore